# Stadspartij Enschede
Stadspartij  is een lokale politieke partij in de Nederlandse gemeente Enschede. 
Van 1998 tot 2006 was de lokale partij vertegenwoordigd in de gemeenteraad, in de eerste zittingsperiode (1998-2002) met één zetel, vanaf 2002 met vier zetels. Bij de gemeenteraadsverkiezingen van maart 2014 deed de Stadspartij opnieuw mee, maar behaalde geen zetel.